# Такеру Кітазоно
Такеру Кітазоно (яп. 北園 丈琉, Takeru Kitazono, нар. 21 жовтня 2002, Осака, Японія) — японський гімнаст. Срібний призер Олімпійських ігор в Токіо в командному багатоборстві. П'ятиразовий чемпіон юнацьких Олімпійських іграх 2018 у Буенос-Айресі, Аргентина, та триразовий чемпіон юніорського чемпіонату світу.

## Спортивна кар'єра
Після перегляду супергеройського телевізійного серіалу "Камен Райдер Гібікі" захопився спортивною гімнастикою, змусивши мати відвести в секцію гімнастики в трирічному віці.

#### 2018
Зламана на тренуваннях щиколотка 2017 року не завадила відбору на юнацькі Олімпійські ігри у Буенос-Айресі, Аргентина, де став п'ятиразовим чемпіоном, здобувши перемоги в багатоборстві, вільних вправах, кільцях, паралельних брусах та поперечині. В мультидисципліні, де команди складалися з представників різних команд, посів друге місце.

#### 2019
У червні на першому в історії юніорському чемпіонаті світу в Дьєрі здобув перемоги в командному багатоборстві, вправі на коні та паралельних брусах.

#### 2021
У квітні на чемпіонаті Японії пошкодив зв'язки обох ліктів під час виконання вправи на поперечині.

## Результати на турнірах
| Рік                | Змагання                 | КБ | ІБ | Вільні вправи | Кінь | Кільця | Опорний стрибок | Паралельні бруси | Перекладина |
| ------------------ | ------------------------ | -- | -- | ------------- | ---- | ------ | --------------- | ---------------- | ----------- |
| Юніорські змагання |                          |    |    |               |      |        |                 |                  |             |
| 2017               | Чемпіонат Азії           | 1  |    |               |      |        |                 | 2                |             |
| 2018               | Юнацькі Олімпійські ігри | 2  | 1  | 1             |      | 1      |                 | 1                | 1           |
| 2019               | Чемпіонат світу          | 1  |    |               | 1    |        |                 | 1                |             |
| Дорослі змагання   |                          |    |    |               |      |        |                 |                  |             |
| 2021               | Олімпійські ігри         | 2  | 5  |               |      |        |                 |                  | 6           |